# Portada/efemèride setembre 24
David Fernàndez
« 23 de setembre · 24 de setembre · 25 de setembre »